# Provençal
Provençal eller Provençale (observera cediljen, Provence stavas utan cedilj), franska för "från Provence", är ord som brukar användas för att beskriva maträtter kryddade med vitlök och eller Herbes de Provence, exempelvis Cœur de filet provençale.